# Srŏk Bathéay
Srŏk Bathéay är ett distrikt i Kambodja.   Det ligger i provinsen Kampong Cham, i den centrala delen av landet, 50 km norr om huvudstaden Phnom Penh. Antalet invånare är 90 920.